# Drosophila lividinervis
Drosophila lividinervis este o specie de muște din genul Drosophila, familia Drosophilidae, descrisă de Oswald Duda în anul 1923.
Este endemică în Taiwan. Conform Catalogue of Life specia Drosophila lividinervis nu are subspecii cunoscute.